# 泡竹属
泡竹属（学名：Pseudostachyum）是禾本科下的一个属，为灌木状竹。该属仅有泡竹（Pseudostachyum polymorphum Munro, 1868）一种，分布于喜马拉雅山东部、锡金、孟加拉、缅甸、老挝、越南以及中国的云南、广西和广东等地。